# Molly Thornhill
Molly Thornill (født 30. oktober 1990) er en britisk-dansk komiker og sanger, som har optrådt med stand-up siden 2012. Molly blev i 2015 udvalgt som et af tre "æsler" i Zulu Comedy Galla. I 2017 lavede hun sit første one-woman show "Mollywood", der blev opført som en del af Zulu Comedy Festival, og deltog i "Comedy Zoo On Tour" med Thomas Hartmann og Anders Grau.
Hun har desuden skrevet fodboldsangen "Røde Strømper" til det Det danske kvindefodboldlandshold ved deres deltagelse i EM 2017.
Udover at være komiker, studerer Molly på Roskilde Universitet.